# Mikkel Brockenhuus
Mikkel Brockenhuus (død 1555) var en dansk adelsmand, søn af rigsråden Peder Brockenhuus.
Han skal i sine unge dage have gjort en pilegrimsrejse til Rom, hvorom dog intet andet nu vides, end at den gav anledning til et i sin tid vel kendt ordsprog. 1514 forlenede hans moders morbroder, biskop Lave Urne i Roskilde, ham med Saltø Slot, og få år før sin død gav bispen desuden ham, hans hustru og et af deres børn livsbrev på det bispestolen tilhørende gods i Toksværd.
Brockenhuus, der så godt følte behagelighederne ved at have bispen til morbroder, så naturligvis i begyndelsen ikke mildt til den nye lære, og han har da også 1524 beseglet det bekendte forbund mod lutheranismen; men da hans frænde bisp Lave var død, og han som følge deraf 1529 havde mistet Saltø, forandrede hans anskuelser sig betydelig i
det stykke.
Efter Grevefejden, i hvilken han deltog til søs og blandt andet førte overbefaling over flåden under Peder Skrams sygdom, sluttede han sig til det nye regimente og blev da 1538 af kong Christian III forlenet med Nyborg Slot, som han 1545 aftrådte til sin søn frands. Desuden havde han Pederstrup Birk på Lolland som pantelen.
Det havde han fået 1525, måske som en art belønning, fordi han året forinden havde ladet sig bruge på en sendelse til Gulland. Brockenhuus, der ejede de to fynske herregårde Bramstrup og Damsbo, ligger med sin hustru, Karen Hansdatter Lykke (død 1562), begraven i Nørre Lyndelse Kirke.